# آرثر إدواردز (مصور)
آرثر إدواردز (بالإنجليزية: Arthur Edwards)‏ هو مصور بريطاني، ولد في 12 أغسطس 1940 في لندن في المملكة المتحدة.

## وصلات خارجية
- آرثر إدواردز على موقع IMDb (الإنجليزية)